# Saturazione (chimica organica)
In chimica organica, un composto saturo è un idrocarburo senza legami doppi o tripli.  
Il concetto di saturazione può essere descritto utilizzando vari sistemi di denominazione, formule e test analitici. Ad esempio, la nomenclatura IUPAC è un sistema di convenzioni di denominazione utilizzato per descrivere il tipo e la posizione d'insaturazione all'interno dei composti organici. Il "grado di insaturazione" è una formula utilizzata per riassumere e schematizzare la quantità d'idrogeno che un composto può legare. L'insaturazione si determina tramite RMN, la spettrometria di massa e la spettroscopia IR, o determinando il numero di bromo di un composto.
 

Per esempio, consideriamo tre composti organici simili che sono progressivamente meno saturi: etano, etilene, e acetilene (quest'ultimo è chiamato "etino" nella nomenclatura IUPAC).

Etano, composto saturo completo.
Etilene, composto insaturo.
Acetilene, composto insaturo completo.

- Etano, un composto completamente saturo, ha solo legami singoli tra i suoi atomi di idrogeno e carbonio  (C2H6).
- Etilene, un composto insaturo dell'etano, ha un doppio legame carbonio-carbonio, avendo perso due singoli legami con l'idrogeno  (C2H4).
- acetilene, il composto completamente insaturo dell'etano, ha un triplo legame carbonio-carbonio, avendo perso un'ulteriore coppia  di idrogeno a legami singoli (C2H2).

## Acidi grassi

Formula del sego, un composto con trigliceridi

Il termine saturazione è pure applicato agli acidi grassi costituenti dei grassi, che possono essere saturi o insaturi, a seconda che gli acidi grassi costituenti contengano o non doppi legami carbonio-carbonio. 
Il sego consiste principalmente di trigliceridi (grassi), i cui principali costituenti derivano da acidi saturi, come l'acido stearico, e monoinsaturi, come l'acido oleico. Molti oli vegetali contengono acidi grassi con uno (monoinsaturi) o più (polinsaturi) doppi legami in essi.